# Waras (distrikt)
Waras är ett distrikt i Afghanistan. Det ligger i provinsen Bamiyan, i den centrala delen av landet, 210 kilometer väster om huvudstaden Kabul.
Distriktet beräknades år 2022 ha cirka 128 000 invånare.